# Lancair IV
Lancair IV in IV-P sta enomotorni štirisedežni doma zgrajeni športni letali ameriškega proizvajalca Lancair. Poganja ga 6-valjni 350 konjski zračno hlajeni protibatni motor Continental IO-550. IV ima nizko nameščeno kantilever krilo iz kompozitnih materialov. Ima uvlačljivo pristajalno podvozje tipa tricikel.
Kljub temu, da je namenjen sestavljanju doma, gre za zelo sposobno letalo. Potovalna hitrost na višini je okrog 400 km/h, skoraj dvakrat več kot npr. Cessna 172
Do leta 2011 so sestavili okrog 100 IV in 230 IV-P. Proizvodnja kitov se je končala leta 2012.

## Tehnične specifikacije (Lancair IV-P)
Podatki iz Lancair websites
Splošne značilnosti
- Posadka: 1
- Število sedežev: 3 potniki (skupaj 4)
- Dolžina: 25 ft 0 in (7,62 m)
- Razpon kril: 35 ft 6 in (10,82 m)
- Površina kril: 98 sq ft (9,1 m2)
- Vitkost: 9:1
- Teža praznega letala: 2.200 lb (998 kg)
- Bruto teža: 3.550 lb (1.610 kg)
- Kapaciteta goriva: 90 U.S. gal (340 L; 75 imp gal),  110 U.S. gal (420 L; 92 imp gal) z dodatnimi rezervoarji
- Pogon letala: 1 × Continental TSIO-550 6-valjni zračnohlajeni protibatni motor, 350 hp (260 kW)
- Propelerji: št. lopatic: 3 Hartzell PHC-H3YF-1RF, 633 ft 76 in (194,87 m) premer

Zmogljivost
- Potovalna hitrost: 253 mph; 407 km/h (220 kn) na 24000 čevljih
- Hitrost pri porušitvi vzgona: 70 mph; 113 km/h (61 kn) v pristajalni konfiguraciji
- Neprekoračljiva hitrost: 315 mph; 507 km/h (274 kn)
- Doseg: 1.550 mi (1.347 nmi; 2.494 km) z rezervami na 8000 čevljih
- Trajanje leta: 6 ur
- G-omejitev: +4,4/-2,2 (utilitiy), +3.8/-2.0 (normalno)
- Hitrost vzpenjanja: 1.500 ft/min (7,6 m/s) pri 3550 lbs gros teži
- Obremenitev krila: 36,2 lb/sq ft (177 kg/m2) brez wingletov